# 神奇的影像
神奇的影像（英語：These Amazing Shadows）是2011年的美国 紀錄片，主要讲述了國家影片登記表的历史和重要性。國家影片登記表从1989年起每年都会选取25部能够广泛代表美国文化，体现美国电影的整体水平，展现美国波澜壮阔的历史进程的电影归档保存。

## 出演
- 克里斯托弗·诺兰：导演
- 羅伯·雷納：导演
- 約翰·華特斯：导演
- Julie Dash（英语：Julie Dash）：导演
- 约翰·拉塞特：导演
- 乔治·武井：演员
- 蒂姆·罗斯：演员
- 彼得·柯尤特：演员
- John Singleton（英语：John Singleton）：导演
- Gale Anne Hurd（英语：Gale Anne Hurd）：制作人
- 王穎：导演
- John Ptak：制作人
- 德琵·雷諾：演员
- 詹姆斯·夏慕斯：制作人
- 詹姆斯·哈德利·贝灵顿
- 柔伊·黛絲香奈：演员
- 保羅·許瑞德：作家、导演

未完，详见外部链接IMDB。

## 获奖
- CINE Golden Eagle Award - December 2011[1]
- Best Documentary Savannah Film Festival 2011 - December 2011[2]
- Best Documentary Louisville's International Festival of Film 2011 - December 2011[3]